# Globin
Globini su familija proteina za koju se smatra da imaju zajedničkog prethodnika. Proteini iz ove familije sadrže globinsko presavijanje, seriju od osam alfa heliksnih segmentata. Dva prominentna člana ove familije su Mioglobin i Hemoglobin. Ova dva proteina sadrže Hem prostetičku groupu, putem koje oni reverzibilno vezuju kiseonik.

## Literatura
1. ↑  Kavanaugh JS, Rogers PH, Case DA, Arnone A (1992). „High-resolution X-ray study of deoxyhemoglobin Rothschild 37 beta Trp----Arg: a mutation that creates an intersubunit chloride-binding site”. Biochemistry. 31 (16): 4111—21. PMID 1567857.